# Laetitia Berthier
Laetitia Berthier (ur. 15 grudnia 1977) – burundyjska lekkoatletka, tyczkarka.

## Osiągnięcia
- brązowy medal mistrzostw Afryki (Addis Abeba 2008)
- srebro mistrzostw Afryki (Nairobi 2010)
- 7. miejsce w zawodach pucharu interkontynentalnego (Split 2010)

## Rekordy życiowe
- skok o tyczce (stadion) – 3,70 (2007 & 2008) wynik uzyskany pięciokrotnie, rekord Burundi[1]
- skok o tyczce (hala) – 3,71 (2008) rekord Burundi[2]